# Листвянка (Тісульський округ)
Листвя́нка (рос. Листвянка) — присілок у складі Тісульського округу Кемеровської області, Росія.

## Населення
Населення — 535 осіб (2010; 595 у 2002).
Національний склад (станом на 2002 рік):
- росіяни — 97 %